# Thelopsis inordinata
Thelopsis inordinata är en lavart som beskrevs av Nyl. Thelopsis inordinata ingår i släktet Thelopsis och familjen Stictidaceae.   Inga underarter finns listade i Catalogue of Life.